# Villisca axe murders
Als Villisca axe murders wird der Tatort eines unaufgeklärten Mehrfachmordes in der Stadt Villisca, Iowa, bezeichnet. In der Nacht vom 9. auf den 10. Juni 1912 wurden acht Menschen, sechs gehörten der Familie Moore und zwei der Familie Stillinger an, mit einer Axt ermordet. Trotz zweier Gerichtsprozesse, mehrerer Verdächtiger und mehr als zehn Jahren Ermittlungen blieb die Tat unaufgeklärt. 1998 wurde das Haus in das National Register of Historic Places aufgenommen.

## Tathergang
Die Familie Moore bestand aus den Eheleuten Josiah (43) und Sarah Moore (39), sowie deren vier Kindern, Herman (11), Mary (10), Arthur (7) und Paul (5). Am Nachmittag des 9. Juni 1912 lud Mary Moore ihre Freundinnen Lena (12) und Ina Stillinger (8) zu sich nach Hause ein, wo sie später auch übernachteten. Am Abend besuchten die Moores und die zwei Stillingers von 20:00 Uhr bis 21:30 Uhr die Kirche. Wahrscheinlich kamen sie gegen 22:00 Uhr wieder zu Hause an.
Am nächsten Morgen um 5:00 Uhr fing die Nachbarin Mary Peckham an, ihre Wäsche aufzuhängen, und bemerkte dabei die ungewöhnliche Stille bei den Moores. Um 7:00 Uhr tat sich bei den Moores immer noch nichts, sodass sie irgendwann zwischen 7:00 Uhr und 8:00 Uhr bei den Moores klopfte. Als sie versuchte die Tür zu öffnen, bemerkte sie, dass die Tür von innen verschlossen war. Aus lauter Sorge rief sie Ross Moore, den Bruder von Josiah, an. Als er ankam, versuchten Mary und Ross durch die Fenster in das Haus zu blicken, was aber nicht möglich war, da alle Fenster abgedeckt waren. Deshalb öffnete Ross die Tür mit einem Zweitschlüssel. Während Mary vor der Tür wartete, ging Ross alleine in das Haus und fand im Gästezimmer die Leichen von Lena und Ina Stillinger vor. Nach der Entdeckung wurde die Polizei verständigt.

## Ermittlungen
Laut der Gerichtsmedizin starben die Opfer in der Nacht vom 9. auf den 10. Juni zwischen 00:00 Uhr und 5:00 Uhr. Beim Durchsuchen des Hauses fand man auf dem Dachboden zwei angezündete Zigaretten, deren Herkunft unbekannt war. Man ging daher davon aus, dass sich der Täter auf dem Dachboden versteckt haben könnte. Da nur ein Opfer Abwehrspuren aufwies, gingen die Ermittler davon aus, dass die Opfer im Schlaf überrascht wurden. Der Täter schlug zuerst im Schlafzimmer von Josiah und Sarah zu, wobei sich die Verletzungen von Josiah von denen der anderen unterschieden. So war Josiah das einzige Opfer, das mit der Schneide der Axt ermordet wurde, während der Mörder bei den anderen nur die Schlagplatte der Axt benutze. Darüber hinaus hatte Josiah die meisten Schläge abbekommen, sodass sein Gesicht komplett aufgeschnitten war. Die Ermittler nahmen an, dass der Täter anschließend die vier Kinder der Moores, Herman, Mary, Arthur und Paul, im Kinderzimmer ermordete. Im Anschluss wurden die Geschwister Lena und Ina Stillinger im Erdgeschoss ermordet, wobei Lena mit aller Wahrscheinlichkeit die einzige war, die nicht im Schlaf ermordet wurde, da sie Abwehrspuren an den Armen hatte und nicht im Bett lag. Da Lenas Nachthemd hochgeschoben war und ihre Unterwäsche fehlte, wurde angenommen, sie könnte vom Täter sexuell missbraucht worden sein.
Nach der Tat wurden alle Opfer, Fenster und Spiegel mit Kleidung oder Bettwäsche verdeckt. Die Tatwaffe, eine Axt, die Josiah gehörte, wurde im Gästezimmer gefunden. Die Axt wurde vom Täter gründlich gereinigt. Der Täter hat sich nach der Tat am Waschbecken gereinigt und in der Küche etwas gegessen. In der Küche fand man außerdem einen Topf mit Blut. Im ganzen Haus wurden keine Fingerabdrücke gefunden. Ebenso wurden keine Wertgegenstände entwendet. Erschwert wurden die Ermittlungen durch fast einhundert Schaulustige, die teilweise sogar in das Haus eindrangen.
Es konnte nicht geklärt werden, ob tatsächlich nur ein Täter oder doch zwei Täter am Werk waren.

## Zeugenaussagen
Nach dem Mord meldeten sich viele Zeugen bei der Polizei, die angaben, am Mittag und Abend des Mordes seltsame Geschehnisse erlebt zu haben.

### Mary Peckham
Die Nachbarin Mary Peckham war die erste, die von der Polizei verhört wurde. Sie gab an, dass sie die Moores zum letzten Mal am Abend des 9. Juni auf dem Weg zur Kirche gesehen hat. An diesem Abend ging Mary um 20:00 Uhr schlafen. Auf die Frage, ob sie in der Nacht ungewöhnliche Geräusche gehört hätte, gab sie an, weder etwas gehört, noch jemanden gesehen zu haben. Als sie am nächsten Morgen mit ihrer Wäsche fertig war, klopfte sie an der Haustür der Moores. Da sie keine Antwort erhielt, fütterte sie die Hühner der Moores. Mary dachte, Josiah wäre in seinem eigenen Laden und rief daher dort an. Ed Selly, ein Mitarbeiter von Josiah, gab an, dass Josiah nicht im Laden sei. Mary rief daher Ross Moore an, welcher wenig später kam, als erster das Haus betrat und die Leichen entdeckte.

### Ed Selly
Ed Selly arbeitete am Tag der Entdeckung im Laden von Josiah Moore. Er sagte aus, dass er an diesem Morgen zwei Anrufe von Mary bekam. Zuerst rief sie an, um sich nach Josiah zu erkundigen. Beim zweiten Anruf erzählte sie vom Mord und dass Ed die Polizei verständigen solle. Bei seinem Verhör berichtete Ed außerdem von einem Mann namens Sam Moyer. Sam Moyer war der Schwager von Josiah Moore. Josiah und Sam hätten kein gutes Verhältnis gehabt und Josiah erzählte ihm, dass er sich von Moyer bedroht fühle.

### Edward Landers
Edward Landers kam mit seiner Frau und seinen Kindern im Sommer nach Villisca um seine Mutter zu besuchen. Seine Mutter wohnte nur wenige Häuser entfernt von den Moores. Am Vormittag des 9. Juni sah er gegen 10:15 Uhr zwei unbekannte Männer auf der Straße, die nach einer Weile wieder verschwanden. Der erste war von kräftiger Statur, der zweite Mann war kleiner und hatte einen Schnurrbart. Als Edward Landers mit seiner Frau spazieren ging, sollen sie gegen 20:00 Uhr am späteren Tatort den Sohn des Geschäftsmannes und Senators Frank Fernando Jones, der während der Ermittlungen zum Kreis der Verdächtigen zählte, gesehen haben. An diesem Abend ging Landers gegen 21:00 Uhr schlafen. Um 23:00 Uhr wachte er wieder auf, weil er über einen längeren Zeitraum Geräusche hörte. Er konnte aber nicht einordnen, woher die Geräusche kamen. Erst als er am nächsten Morgen von den Morden hörte, dachte er sich, dass diese Geräusche ähnlich wie die einer schreienden Frau klangen.

### Alice Willard
Alice Willard war geschieden und lebte bei ihrem Vater, der ganz in der Nähe von den Moores wohnte. Sie sagte aus, dass sie am 9. Juni zwei fremde Männer bei den Moores gesehen hätte. Am Abend desselben Tages unternahm sie mit Ed McCrae einen Spaziergang und sah die zwei fremden Männer erneut, diesmal aber in Begleitung von zwei weiteren Männern. Einer von ihnen soll Frank Fernando Jones gewesen sein. Sie hörte einen der Männer sagen, dass man sich zuerst Josiah vornehmen solle, der Rest sei dann einfach. Eine Person namens Ed McCrae konnten die Ermittler für die Zeugenaussage nicht finden.

## Verdächtige
Im Laufe der Zeit gab es viele Verdächtige, die Polizei konnte aber niemandem den Mord anlasten. Erschwert wurde die Aufklärung dadurch, dass einige Bürger grundlos andere verdächtigten oder Kriminelle behaupteten, sie seien die Mörder.

### Andy Sawyer
Laut Thomas Dyler, einem Bauarbeiter, kam Sawyer am 10. Juni, also am Tag der Entdeckung, in Creston an. Er trug einen braunen Anzug, seine Schuhe waren mit Schlamm bedeckt und seine Hose war bis zu den Knien nass. In Creston bat Sawyer um Arbeit, und Dyler stellte ihn ein. Dyler gab an, dass Sawyer großes Interesse am Mord zeigte. Sawyer hätte sich akribisch über den Mord informiert und entwickelte Dutzende von Theorien, wer der Mörder sein könnte. Er ging damals immer mit seiner Kleidung schlafen und war nervös, fast schon beunruhigt. Auch der Sohn von Dyler gab an, dass Sawyer sich merkwürdig benahm. Als er und Sawyer zusammen durch Villisca fuhren, wollte Sawyer ihm unbedingt zeigen, wie der Mörder aus der Stadt entkam. Sawyer sagte, dass der Täter die Gleise überquerte, tatsächlich wurden damals dort Fußabdrücke gefunden. Später wurde Sawyer von einem Sheriff festgenommen. Der Grund für die Verhaftung war, dass Sawyer gegenüber Thomas Dyler zugegeben haben soll, dass er in der Tatnacht in Villisca war. Aus Angst, man würde ihn verdächtigen, floh er nach Creston. Dyler gab an, dass Sawyer kurz vor der Verhaftung Selbstgespräche führte und unter anderem „I will cut your god damn heads off“ gesagt haben soll, während er Axtschläge nachahmte. Letztendlich gab Sawyer während der Vernehmung an, dass er in der Tatnacht in Osceola, Iowa, war. Der Sheriff von Osceola konnte dies bestätigen, weil er Sawyer wegen Landstreicherei festnahm.

### George Kelly
Kelly, ein englischer Pfarrer, der durch den Mittleren Westen reiste, war in der Tatnacht in Villisca. Kelly erlitt in seiner Jugend einen Nervenzusammenbruch, wurde von Außenstehenden als „eigenartiger Charakter“ beschrieben und war mehrmals des Voyeurismus beschuldigt worden. Die Presbyterianische Kirche veranstaltete jeden zweiten Sonntag im Juni einen Kindertag. In Villisca leitete am 9. Juni 1912 Kelly den Kindertag, den auch die Familie Moore besuchte. Kelly verließ Villisca am nächsten Morgen um ca. 5:00 Uhr. Nach den Morden zeigte er ein großes Interesse an den Ermittlungen und schrieb mehrere Briefe an die Polizei. Ein Privatdetektiv fand dieses Verhalten merkwürdig und bat Kelly, ihm mehr Details über den Mord zu erzählen. Daraufhin antwortete Kelly, dass er in der Mordnacht spazieren war und Geräusche gehört, vielleicht sogar den Mord miterlebt hätte. Da Kellys Geisteskrankheit den Behörden bekannt war, wurde er zunächst nicht verdächtigt. 1914 wurde Kelly wegen sexueller Belästigung festgenommen und anschließend in das St. Elizabeth’s Hospital, eine Psychiatrische Klinik, eingewiesen. Die Polizei nahm Kelly 1917, unter dem Vorwurf des Mordes, fest und verhörte ihn. Im Verhör gestand er den Mord. Er erzählte, dass er an jenem Abend sehr schlecht schlief und sich deshalb die Beine vertreten wollte. Als er in der Kirche ankam, befahl ihm eine „Stimme“, aus der Kirche zu gehen und einem Schatten zu folgen. Kelly folgte dem Schatten, der ihm zu den Moores geführt haben soll. Die „Stimme“ befahl ihm, die Moores zu ermorden. Er nahm sich eine Axt aus dem Schuppen der Moores und ging durch die Hintertür in das Haus. Zuerst ermordete er die vier Kinder im Obergeschoss, die Stimme befahl aber, es gäbe mehr zu tun. Er ermordete deshalb Josiah und Sarah Moore. Danach war er so müde, dass er die Treppen hinunterging und schlafen wollte. Im Gästezimmer fand er dann Lena und Ina Stillinger, die er auch ermordete, weil es die „Stimme“ befahl. Zum Schluss verdeckte er alle Leichen und verließ im Morgengrauen die Stadt. Später widerrief er das Geständnis. Der erste Gerichtsprozess endete in einer hung jury. Der zweite Gerichtsprozess endete schließlich mit einem Freispruch für Kelly.

### Frank Fernando Jones
Frank Fernando Jones lebte in Villisca, war Geschäftsmann und bis 1909 Abgeordneter im Repräsentantenhaus von Iowa. Josiah Moore arbeitete eine Zeit lang im Geschäft von Jones, bevor Moore 1907/1908 sein eigenes Geschäft eröffnete und selbst erfolgreich wurde. Berichten zufolge, hat Moore einen großen Auftrag der Firma John Deere erhalten, wobei Jones leer ausging. Einige erzählten sogar, dass Moore eine Affäre mit der Schwiegertochter von Jones hätte. Handfeste Beweise für diese Affäre gab es aber nicht. Eine Frau namens Vina Thompkins behauptete, dass sie 1911 im Wald drei Männer gehört hätte, die über Geld sprachen. Einer dieser Männer soll wie Jones ausgesehen haben.

### William Mansfield
Mansfield (auch bekannt unter den Decknamen George Worley und Jack Turnbaugh) war ein Krimineller, der zwei Jahre nach dem Mord in Villisca beschuldigt wurde, seine Frau und sein Kind, seinen Vater und Schwiegermutter in Blue Island, Illinois mit einer Axt ermordet zu haben. Für eine Verurteilung fehlte es jedoch an Beweisen. Mansfield soll von Frank Fernando Jones und dessen Sohn engagiert worden sein, um die Moores umzubringen, da sie für Jones eine Konkurrenz darstellten. Da Mansfields Fingerabdrücke im Militärgefängnis von Fort Leavenworth genommen wurden, gingen Ermittler davon aus, dass er nur mit Handschuhen mordete. 1916 wurde Mansfield wegen des Mords in Villisca verhaftet, konnte jedoch für die Tatnacht ein Alibi vorweisen. In einem Verhör hatte der Restaurantbesitzer R. H. Thorpe behauptet, dass Mansfield in Villisca war. Er erinnere sich, dass jener zu ihm gesagt haben soll, er komme gerade aus dieser Stadt.

### Sam Moyer
Moyer war der Schwager von Josiah Moore und soll diesen immer wieder bedroht haben. Im Verlauf der Untersuchung konnte Moyer ein Alibi vorweisen und galt somit nicht mehr als Verdächtiger.

### Weitere Verdächtige
Eine Zeugin meldete sich und gab an, dass sie von einem Fremden nach dem Haus der Moores befragt wurde. Joe Ricks, ein Zugreisender mit Blutflecken an den Schuhen, wurde nach dem Mord von der Polizei angehalten und mitgenommen. Die Frau konnte aber bestätigen, dass Ricks nicht der Mann war, der sie befragt hatte.
Ein Pfarrer aus Oklahoma City behauptete 1913, dass ein Mann auf dem Sterbebett den Mord zugab.
Leroy Robinson (alias George Meyers) gestand 1931 im Gefängnis von Detroit den Mord in Villisca. Er gab an, dass ihm ein Mann aus Kansas City 5000 US-Dollar für den Mord anbot. Der Mann, dessen Name er nicht kannte, hatte weder Ähnlichkeiten mit George Kelly noch mit Frank Fernando Jones. Als Robinson das Angebot annahm, wurde er bis nach Villisca gefahren. Dort angekommen, wurde ihm das Haus vom Fahrer gezeigt. Gegen Mitternacht stieg er aus dem Auto, bekam eine Axt von dem Mann und ermordete die Moores. Robinson beteuerte aber, nur die Moore-Familie und nicht die Stillinger-Kinder ermordet zu haben. Letzten Endes wurde er nicht angeklagt.

## Ähnliche Taten
Vor dem Mord in Villisca gab es eine ganze Reihe von ähnlichen Morden im Mittleren Westen der USA. Am 17. September 1911 gab es einen Mord in Colorado Springs, der große Parallelen mit dem Mord in Villisca aufwies. Vier Menschen wurden mit einer Axt ermordet und die Fenster wurden mit Kleidung und Bettwäsche verdeckt. Die Axt wurde gründlich gereinigt am Tatort gefunden. Zwei Wochen danach wurden in Illinois William Dawson, seine Frau und ihre gemeinsame Tochter ermordet und mit Tüchern abgedeckt. Am 15. Oktober wurden in Ellsworth, Kansas Will Showman, seine Frau und die drei Kinder im Schlaf mit einer Axt ermordet. Die Tatwaffe wurde gewaschen und die Leichen wurden abgedeckt. Vier Tage vor dem Mord in Villisca gab es wieder einen ähnlichen Mord in Paola, Kansas. Rolland und Anna Hudson wurden ermordet in ihrem Bett aufgefunden, die Tatwaffe war eine Axt.